# Hyperbaena smilacina
Hyperbaena smilacina är en tvåhjärtbladig växtart som beskrevs av Paul Carpenter Standley. Hyperbaena smilacina ingår i släktet Hyperbaena och familjen Menispermaceae. Inga underarter finns listade i Catalogue of Life.